# Acid Android
Acid Android é uma banda de J-Rock que teve seu início em 2001, criada por Yukihiro (atual baterista do L'Arc~en~Ciel). 

## Carreira
Em 2006 a banda gravou o álbum Purification na Tofu Records, uma gravadora dos E.U.A. Em 2018, fizeram um cover de "Electric Cucumber" para o álbum de tributo para hide Tribute Impulse.

## Membros
- Yukihiro - vocais e baixo
- Antz - guitarra solo, backing vocals
- Kishi - guitarra rítmica, backing vocals
- Yasuo - bateria, percussão
- Tomo - baixo (suporte)

## Singles
- - ring the noise c/w:ring the noise(version)、ring the noise(def mix) *yukihiro名義 (27 de Setembro de 2001)
  - 1. ring the noise
  - 2. ring the noise(version)
  - 3. ring the noise(def mix)

- - let's dance (5 de Abril de 2006)
  - 1. Let's Dance
  - 2. It's a fine day
  - 3. Ring the noise(05.10.25 shibuya-ax)

## Álbuns
- Acid Android (25 de Setembro de 2002)
  - 1. pleasure
  - 2. irritation
  - 3. suffering
  - 4. intertwine
  - 5. unsaid
  - 6. relation
  - 7. double dare
  - 8. in loops
  - 9. into air
  - 10. amniotic
  - 11. stoop down

- - faults (12 de Março de 2003)
  - 1. enmity
  - 2. imagining noises
  - 3. perpetual motion
  - 4. switch
  - 5. faults feat.toni halliday

- - purification (10 de Maio de 2006)
  - 1. chaotic equal thing
  - 2. let's dance
  - 3. daze
  - 4. hallucination
  - 5. pause in end
  - 6. circles
  - 7. chill
  - 8. egotistic ideal
  - 9. purification
  - 10. a lull in the rain

## DVDs
- acid android live 2003 (3 de Março de 2004)
- acid android tour 2006 (22 de Novembro de 2006)